# Трушино (Башкортостан)
Трушино (баш. Трушин) — деревня в Зианчуринском районе Башкортостана, административный центр Бикбауского сельсовета.

## Население
| 1939 | 1959 | 1970 | 1979 | 1989 | 2002 | 2009 |
| ---- | ---- | ---- | ---- | ---- | ---- | ---- |
| 329  | ↘200 | ↘153 | ↘113 | ↗199 | ↗254 | ↘249 |
| 2010 |      |      |      |      |      |      |
| ↘221 |      |      |      |      |      |      |

Национальный состав
Согласно переписи 2002 года, преобладающая национальность — башкиры (70 %).

## История
Закон «О внесении изменений в административно-территориальное устройство Республики Башкортостан в связи с образованием, объединением, упразднением и изменением статуса населенных пунктов, переносом административных центров» от 20 июля 2005 года, N 211-з гласил: 

10. Перенести административные центры следующих сельсоветов:
5) Бикбауского сельсовета Зианчуринского района из села Бикбау в деревню Трушино;

## Географическое положение
Расстояние до:
- районного центра (Исянгулово): 21 км,
- ближайшей ж/д станции (Саракташ): 75 км.